# Protocole Japon-Mandchoukouo

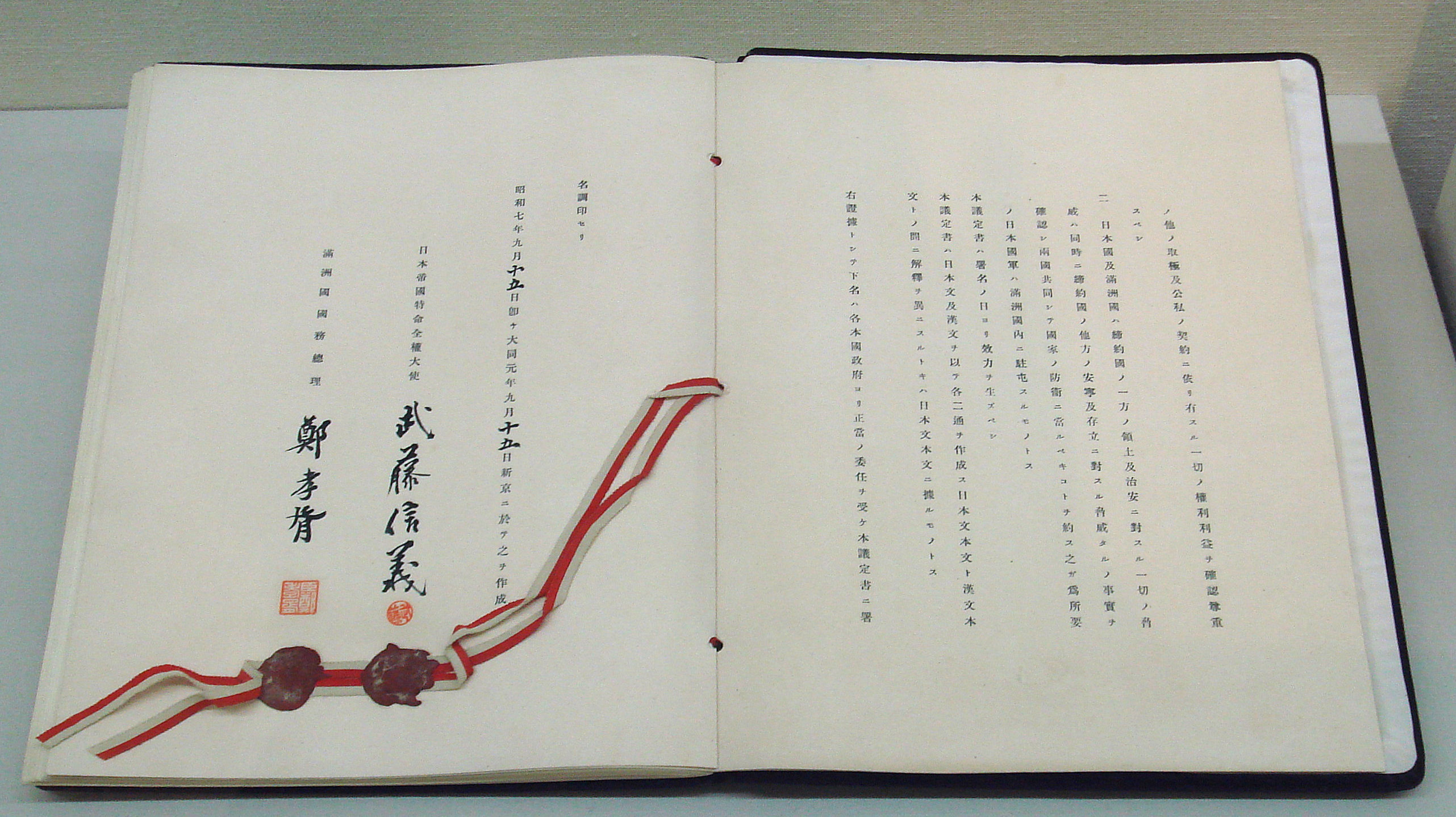
Protocole Japon-Mandchoukouo, 15 septembre 1932.

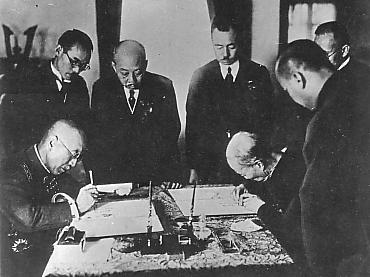
Signature du protocole Japon-Mandchoukouo.

Le protocole Japon-Mandchoukouo (日満議定書) est signé le 15 septembre 1932, entre l'empire du Japon et l'état du Mandchoukouo. Le traité confirme la reconnaissance par le Japon du Mandchoukouo, après l'invasion japonaise de la Mandchourie de 1931, et l'établissement d'un état mandchou le 1er mars 1932. Le traité met également en place un accord de défense mutuelle, autorisant les troupes japonaises à stationner au Mandchoukouo, et qui occuperont par la suite le pays.
Du côté japonais, le protocole est signé par Nobuyoshi Mutō, et du côté mandchou par Zheng Xiaoxu.

## Source de la traduction
- (en) Cet article est partiellement ou en totalité issu de l’article de Wikipédia en anglais intitulé « Japan–Manchukuo Protocol » (voir la liste des auteurs).